# Thomas Kurtz
Thomas Eugene Kurtz (ur. 22 lutego 1928 w Oak Park, zm. 12 listopada 2024 w Lebanon) – amerykański uczony, współtwórca (razem z Johnem Kemeny) języka programowania BASIC (1964).